# Katedralen i Osijek
Sankt Petrus och Paulus bikatedral (kroatiska: Konkatedrala Svetog Petra i Pavla) är en romersk-katolsk katedral i Osijek i östra Kroatien. Den nuvarande bikatedralen var tidigare en församlingskyrka men år 2008 fick den formell ställning som bisäte till biskopen av Đakovo. Den är belägen i närheten av Ante Starčevićs torg i Övre staden och är en av Osijeks mest framträdande landmärken.  

## Historik
Initiativet till den ursprungliga församlingskyrkans uppförande togs år 1866 av biskopen Josip Juraj Strossmayer. Dess uppförande påbörjades först den 4 oktober 1894. Den nya kyrkan (sedermera bikatedralen) uppfördes på platsen där en äldre kyrka tidigare stått. Arkitekt för bygget var Franz Langenberg. Den 20 maj 1900 invigdes kyrkan och vid invigningsceremonin deltog den då 85-årige Strossmayer. 
Katedralen skadades svårt under slaget om Osijek (1991–1992) som var en del av det kroatiska självständighetskriget. Den har sedan dess reparerats och återställts.

## Arkitektur
Kyrkobyggnaden är uppförd i nygotisk stil. Dess planlösning har formen av ett kors och invändigt är den indelad i tre skepp. I dess interiör ingår bland annat stenaltare och freskomålningar av Mirko Rački. Bikatedralens fasad består av omkring tre miljoner tegelstenar. Vid byggnadens östra sida finns tre gotiska portaler varav den mittersta utgör huvudingången. Ytterligare en portal på den norra sidan leder in i kyrkobyggnaden. Samtliga portaler är dekorerade med reliefer. Dess kyrktorn är 90 meter högt och bikatedralen är därmed den högsta byggnaden i Kroatien utanför Zagreb. Kyrktornet är uppdelat i fyra sektioner. Sankt Petrus och Paulus bikatedral har fyra kyrkklockor varav den största väger 2 665 kilogram och den minsta 331 kilogram.

### Fotnoter
1. 1 2 3 4  Sib.hr Arkiverad 19 april 2015 hämtat från the Wayback Machine. (kroatiska)
2. 1 2 3  Osijeks turistbyrå Arkiverad 19 april 2015 hämtat från the Wayback Machine. (kroatiska)
3. ↑  Franz Langenbergs biografi Arkiverad 2 juni 2011 hämtat från the Wayback Machine. (tyska)